# کاگامینو، اوکایاما
کاگامینو، اوکایاما (به لاتین: Kagamino, Okayama) یک منطقهٔ مسکونی در ژاپن است که در استان اوکایاما واقع شده‌است. کاگامینو  ۱۴٬۶۵۱ نفر جمعیت دارد.

## خواهرخوانده
شهر ایوردون لبن خواهرخواندهٔ کاگامینو، اوکایاما هست.